# Dobrosław (województwo zachodniopomorskie)
Dobrosław (niem. Kronenberg) – osada w Polsce położona w województwie zachodniopomorskim, w powiecie drawskim, w gminie Złocieniec. W latach 1975–1998 miejscowość administracyjnie należała do województwa koszalińskiego. Do 31 grudnia 2018 r. wieś należała do zlikwidowanej gminy Ostrowice. W roku 2007 osada liczyła 28 mieszkańców. Miejscowość wchodzi w skład sołectwa Siecino.

## Geografia
Osada leży ok. 3,3 km na północny wschód od Siecina, ok. 400 m na północny wschód od jeziora Siecino, ok. 400 m na południe od drogi wojewódzkiej nr 173.